# Chelsea Peretti
Chelsea Vanessa Peretti, född 20 februari 1978 i Oakland i Kalifornien, är en amerikansk skådespelare, komiker och manusförfattare.
Peretti är bland annat känd för att spela rollen som Gina Linetti i humorserien Brooklyn Nine-Nine. Peretti gick i grundskolan tillsammans med Andy Samberg, som hon senare kom att spela mot i Brooklyn Nine-Nine. Vid sidan av skådespelandet har hon även skrivit manus till TV-serier som Parks and Recreation, Saturday Night Live och Kroll Show. I den senare verkade hon även som producent samt spelade flera av rollerna.
Hennes ståupp-föreställning Chelsea Peretti: One of the Greats hade premiär på Netflix 2014.
Hennes bror Jonah Peretti är internetentreprenör och är medgrundare till Buzzfeed och Huffington Post. Sedan 2016 är hon gift med filmskaparen Jordan Peele och tillsammans har de en son född 2017.